# Rutigliano
Rutigliano är en ort och kommun i storstadsregionen Bari, innan 2015 provinsen Bari, i regionen Apulien i Italien. Kommunen hade 18 591 invånare (2017).